# Сосна румелійська
{{#ifeq:0|0|{{#if:|{{#if:Pinuspeuce|[[]}}|}}}}
Сосна румелійська, також сосна балканська, сосна македонська (Pinus peuce) — вид хвойних рослин роду сосна родини соснових.

## Опис

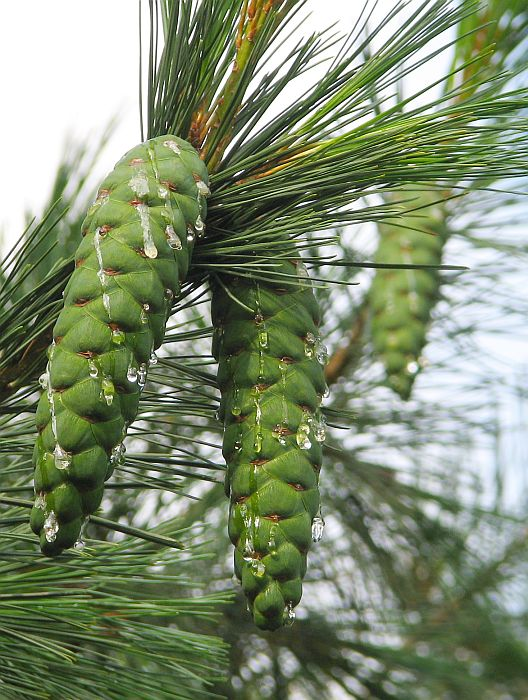
Листки й шишки

Сосна румелійська належить до групи білих сосен, та, як і всі члени цієї групи, вона має голки зібрані в пучку (з листяної оболонки) які зберігаються до п'яти років. Вони 6–11 см завдовжки. Шишки македонської сосни в основному 8–16 см, іноді до 20 см завдовжки, спочатку зелені, в зрілості стають жовто-коричневими, з широким, плоским, вигнуто-низовим масштабом (довжиною 6–7 мм). Насіння має 2 см.

## Поширення
Зростає в горах Македонії, Болгарії, Албанії, Чорногорії, Косово, крайньому південному заході Сербії, а на крайній півночі Греції, росте як правило, на висоті (600–1000) (2200–2300) метрів. Часто доходить до альпійської лінії дерев у цій галузі. Зрілі розміром до 35–40 м заввишки і 1,5 м при діаметрі стовбура.

## Паразити
Як і в інших європейських і азійських білих сосен, македонські сосни дуже стійкий до одного грибкового захворювання (Cronartium ribicola). Це грибкове захворювання було випадково завезене з Європи до Північної Америки, де вона викликала серйозну смертність в американських білих сосен у багатьох областях. Македонські сосни мають велике значення для досліджень в області гібридизації і генетичної модифікація для розробки корозійної стійкості в цих видів. Гібриди з сосни Східної Білої успадковують деяку протидію.
Македонські сосни також є популярним декоративним дерево в парках і великих садах, наділені надійністю і стійкістю. Це дуже терпимі до суворої холодної зими, витривалі до низьких температур, (мінімальна −45 °C).
Синоніми: Pinus cembra var. fruticosa (Griseb.), Pinus excelsa var. peuce Beissn., Pinus peuce var. vermiculata (Christ) і балканська сосна.